# Ambillou-Château
Ambillou-Château ist eine Ortschaft une eine Commune déléguée in der französischen Gemeinde Tuffalun mit 925 Einwohnern (Stand: 1. Januar 2022) im Département Maine-et-Loire in der Region Pays de la Loire. Die Einwohner werden Castel-Ambillouçois genannt.
Mit Wirkung vom 1. Januar 2016 wurden die Gemeinden Ambillou-Château, Louerre und Noyant-la-Plaine zu einer Commune nouvelle mit dem Namen Tuffalun zusammengelegt. Die Gemeinde Ambillou-Château gehörte zum Arrondissement Saumur und zum Kanton Doué-la-Fontaine.

## Geographie
Ambillou-Château liegt etwa 35 Kilometer südöstlich von Angers. 

## Bevölkerungsentwicklung
| Jahr                       | 1962 | 1968 | 1975 | 1982 | 1990 | 1999 | 2006 | 2013 |
| Einwohner                  | 755  | 750  | 691  | 708  | 726  | 807  | 888  | 941  |
| Quellen: Cassini und INSEE |      |      |      |      |      |      |      |      |

## Sehenswürdigkeiten
- Burgruine La Grézille, Monument historique
- Kirche Saint-Martin-de-Vertou
- Dolmen Le Bois Raymond

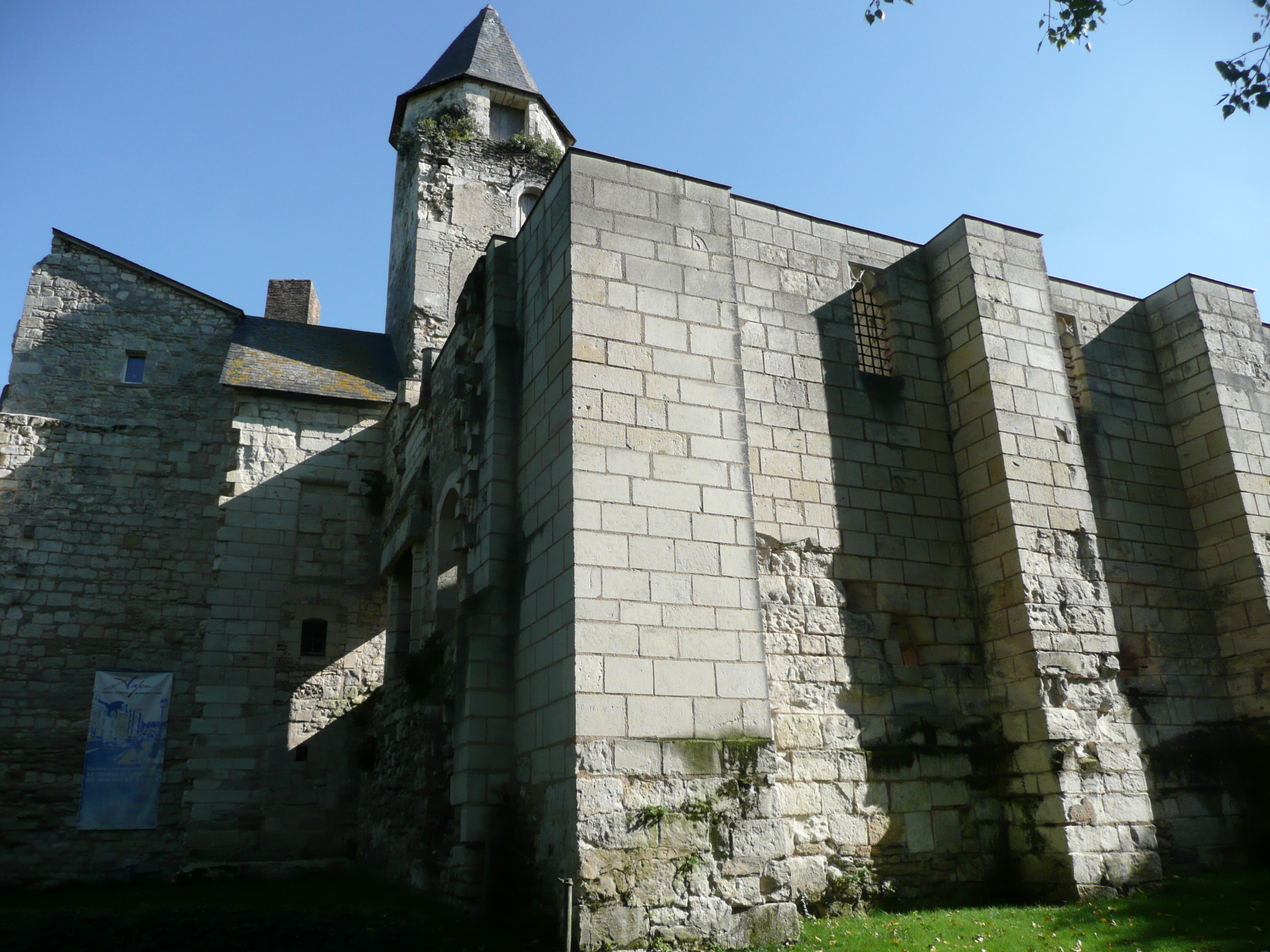
Burgruine La Grézille

## Weinbau
Der Ort gehört zum Weinbaugebiet Anjou.